# Complemento di causa
Nella sintassi della frase semplice, il complemento di causa indica la causa per cui viene compiuta l'azione espressa dal predicato.

## Esempi
- La nonna tremava di paura davanti al lupo cattivo.
- Cappuccetto Rosso si spaventa per la grandezza dei piedi del lupo.
- Cappuccetto Rosso è da rimproverare per la confidenza data al lupo.

Secondo le grammatiche scolastiche, risponde alle domande A causa di cosa?, Per quale motivo?. Appartiene alla categoria dei complementi indiretti.

## Come si presenta il complemento
Il complemento può essere costituito da:
- un sostantivo preceduto dalle preposizioni di, a, da, con e per o da locuzioni avverbiali come a causa di o per via di.[1]

## Dalla frase semplice alla frase complessa
Oltre che con un nome, il complemento di causa può essere espresso anche con una proposizione, chiamata subordinata causale. 
Ad esempio:
- Il cacciatore uccise il lupo perché aveva mangiato Cappuccetto Rosso e la nonna.